# Клауијано (Удине)
Клауијано је насеље у Италији у округу Удине, региону Фурланија-Јулијска крајина.
Према процени из 2011. у насељу је живело 457 становника. Насеље се налази на надморској висини од 36 м.